# Vatikanische Euromünzen
Die vatikanischen Euromünzen sind die von Vatikanstadt in Umlauf gebrachten Euromünzen der gemeinsamen europäischen Währung Euro.

## Rechtsgrundlage und Umfang der Prägerechte
Obwohl die Vatikanstadt kein Mitglied der Europäischen Union ist, wurde in einer bilateralen Währungsvereinbarung zwischen der Italienischen Republik – im Namen der Europäischen Union – und dem Staat Vatikanstadt, vertreten durch den Heiligen Stuhl, am 29. Dezember 2000 festgelegt, dass sie eine bestimmte Anzahl von Euro-Münzen prägen darf, die dem italienischen Prägekontingent des Istituto Poligrafico e Zecca dello Stato hinzugerechnet werden. Die Vereinbarung bestimmt, dass der Staat Vatikanstadt ab dem 1. Januar 2002 Euro-Münzen für einen Nennwert von jährlich höchstens 670.000 Euro ausgeben darf. Werden Euro-Sammlermünzen (die in der Gemeinschaft nicht den Status eines gesetzlichen Zahlungsmittels haben) ausgegeben, so fallen diese unter die jährliche Obergrenze des Nennwerts.
Ähnliche Vereinbarungen wurden auch mit drei anderen europäischen Kleinstaaten (2000 San Marino, 2001 Monaco, 2011 Andorra) geschlossen. Diese Währungsvereinbarungen wurden als notwendig erachtet, da sich jene Staaten vor der Euroeinführung in einer Währungsunion mit Italien oder Frankreich bzw. Spanien und Frankreich befanden.
Am 7. Oktober 2003 folgte ein Beschluss des Rates zu Änderungen der Währungsvereinbarung mit dem Staat Vatikanstadt, der festlegte, dass ab dem 1. Januar 2004 Euro-Münzen für einen Nennwert von jährlich höchstens 1 Million Euro ausgegeben werden dürfen. Im Jahr der Sedisvakanz, in einem „Heiligen Jahr“ (aktuell das Jahr 2025) und im Jahr der Eröffnung eines ökumenischen Konzils dürfe der Staat Vatikanstadt über die vorgesehene Obergrenze hinaus Münzen in Höhe eines Betrags von jeweils 300.000 Euro (statt wie bisher 250.000 Euro) prägen. Auch bei besonderen Jubiläen, z. B. Dienstjubiläum des Papstes (2003 – 25 Jahre Pontifikat von Johannes Paul II.), beim Tod des Papstes (2. April 2005 – Johannes Paul II.) oder Amtsverzicht des Papstes (28. Februar 2013 Benedikt XVI.) ist der Vatikanstadt gestattet, zusätzliche Münzen im Wert von 300.000 Euro zu prägen.
Am 17. Dezember 2009 wurde eine neue Währungsvereinbarung geschlossen, die bestimmt, dass die wertmäßige Obergrenze für die jährliche Ausgabe von Euro-Münzen durch den Staat Vatikanstadt von einem Gemischten Ausschuss berechnet wird als Summe aus
- einem festen Anteil, dessen anfänglicher Betrag für 2010 auf 2.300.000 Euro festgesetzt wurde. Der Gemischte Ausschuss kann den festen Anteil jährlich neu bestimmen, um sowohl der Inflation Italiens im vorhergehenden Jahr als auch etwaigen signifikanten Entwicklungen auf dem Markt für Euro-Sammlermünzen Rechnung zu tragen;

- einem variablen Anteil, der der im vorhergehenden Jahr in Italien pro Kopf ausgegebenen durchschnittlichen Anzahl von Münzen, multipliziert mit der Einwohnerzahl des Staates Vatikanstadt, entspricht.

Die vatikanischen Euromünzen haben die kleinste Ausgabeauflage aller Euromünzen und sind daher Sammlerobjekte. Die bisherigen Auflagen waren schon vor der offiziellen Ausgabe ausverkauft und gelangten daher nie in den normalen Geldumlauf, sind aber offizielles Zahlungsmittel. Wer die Münzen erwerben will, muss mit einer Summe von bis zu 200 Euro und mehr rechnen.

### Vatikanische Münzen im normalen Umlauf
Am 1. Januar 2010 ist ein Abkommen zwischen dem Vatikan und der EU in Kraft getreten, durch das die EU den Verkauf der Euro-Münzen des Vatikans mit über dem Nennwert liegenden Beträgen begrenzen möchte. Es verpflichtet den Vatikan, 51 % seiner Euromünzen in den normalen Geldumlauf zu bringen. Hierfür wurde der Gesamtwert der Münzen, die der Vatikan herausgeben darf, von zuletzt 1,1 Mio. Euro im Jahr 2009 auf 2,3 Mio. Euro für 2010 erhöht. Es werden zunächst ausschließlich 50-Cent-Münzen durch Geschäfte im Gebiet der Vatikanstadt als Wechselgeld herausgegeben. Die Auflage dieser 50-Cent-Stücke betrug 2010 2 Millionen.

## Umlaufmünzen
Die ersten drei Prägeserien der vatikanischen Euromünzen hatten das gleiche Motiv für alle acht Münzen: Das Porträt des Papstes bzw. auf entsprechenden Münzen während einer Sedisvakanz (zuletzt 2005) das Wappen der Apostolischen Kammer, den Schriftzug CITTÀ DEL VATICANO (deutsch: Vatikanstadt), die 12 Sterne der EU und das Prägejahr. Durch neue Vorgaben der EU war bei den Sedisvakanzen 2013 und 2025 eine solche Kursmünzenserie nicht mehr möglich. Der Vatikan darf nunmehr lediglich jeweils eine zusätzliche 2-Euro-Gedenkmünze zur Sedisvakanz ausgeben.
Wegen der Abbildung des Papstes hatte es im Vorfeld Proteste – vor allem in Skandinavien und Frankreich – gegeben. Die Gegner führten u. a. an, dass die Abbildung religiöser Symbole das weltanschauliche Neutralitätsgebot verletze und deshalb nicht gestattet sei. Der Vatikan konnte sich aber mit seiner Auffassung, die Abbildung eines Staatsoberhaupts sei legitim, durchsetzen.

### Erste Prägeserie (2002–2005)
Die erste Prägeserie zeigte auf der nationalen Seite das Profil von Papst Johannes Paul II. nach dem Entwurf von Guido Veroi und graviert von Uliana Pernazza. Da die Euromünzen des Jahrgangs 2005 zum Zeitpunkt des Todes von Papst Johannes Paul II. bereits geprägt waren, wurden sie dessen ungeachtet mit seinem Konterfei im Mai 2005 herausgegeben.
| 0,01 €                   | 0,02 €                   | 0,05 €                                                                                     |
| ------------------------ | ------------------------ | ------------------------------------------------------------------------------------------ |
| 1 Cent Vatikan 1. Serie  | 2 Cent Vatikan 1. Serie  | 5 Cent Vatikan 1. Serie                                                                    |
| Papst Johannes Paul II.  |                          |                                                                                            |
| 0,10 €                   | 0,20 €                   | 0,50 €                                                                                     |
| 10 Cent Vatikan 1. Serie | 20 Cent Vatikan 1. Serie | 50 Cent Vatikan 1. Serie                                                                   |
| Papst Johannes Paul II.  |                          |                                                                                            |
| 1,00 €                   | 2,00 €                   | Rand der 2-€-Münze                                                                         |
| 1 Euro Vatikan 1. Serie  | 2 Euro Vatikan 1. Serie  |                                                                                            |
| Papst Johannes Paul II.  | Papst Johannes Paul II.  | Sechsmal abwechselnd die Ziffer 2 und ★ (ein Stern), abwechselnd aufrecht und kopfstehend. |

### Zweite Prägeserie (2005)
Mit dem Tod von Johannes Paul II. wurde ein Euromünzensatz in einer Auflage von 60.000 Stück geprägt, der auf der nationalen Seite die Insignien der Apostolischen Kammer sowie das Wappen des Kardinalkämmerers Eduardo Martínez Somalo und den Schriftzug ·SEDE·VACANTE·MMV· abbildet. Nach den heraldischen Regeln der Tingierung sind die im Wappen enthaltenen Farben Blau und Rot durch Schraffuren dargestellt.
Entworfen wurde das Motiv von Daniela Longo, die Kupferstecherin der 1-Cent und 20-Cent-Münzen war Maria Angela Cassol, der 2-Cent und 50-Cent-Münze Luciana De Simoni, der der 5-Cent- und 1-Euro-Münze Ettore Lorenzo Frapiccini und die der 10-Cent- und 2-Euro-Münze war Maria Carmela Colaneri.
| 0,01 €                                               | 0,02 €                                               | 0,05 €                                                                                     |
| ---------------------------------------------------- | ---------------------------------------------------- | ------------------------------------------------------------------------------------------ |
| 1 Cent Vatikan 2. Serie                              | 2 Cent Vatikan 2. Serie                              | 5 Cent Vatikan 2. Serie                                                                    |
| Wappen des Kardinalkämmerers während der Sedisvakanz |                                                      |                                                                                            |
| 0,10 €                                               | 0,20 €                                               | 0,50 €                                                                                     |
| 10 Cent Vatikan 2. Serie                             | 20 Cent Vatikan 2. Serie                             | 50 Cent Vatikan 2. Serie                                                                   |
| Wappen des Kardinalkämmerers während der Sedisvakanz |                                                      |                                                                                            |
| 1,00 €                                               | 2,00 €                                               | Rand der 2-€-Münze                                                                         |
| 1 Euro Vatikan 2. Serie                              | 2 Euro Vatikan 2. Serie                              |                                                                                            |
| Wappen des Kardinalkämmerers während der Sedisvakanz | Wappen des Kardinalkämmerers während der Sedisvakanz | Sechsmal abwechselnd die Ziffer 2 und ★ (ein Stern), abwechselnd aufrecht und kopfstehend. |

### Dritte Prägeserie (2006–2013)
Am 27. April 2006 wurden erstmals vatikanische Euromünzen mit dem Porträt von Papst Benedikt XVI. in Umlauf gebracht. Auch hier ist die Gestalterin aller Motive Daniela Longo, ebenso sind die Kupferstecher dieselben wie bei der zweiten Prägeserie (nur die Zuständigkeit für die 1- und 50-Cent-Münze wechselte und Luciana De Simonis Signet variierte). Die ab 2007 neu gestaltete Vorderseite der Euromünzen (neue Europakarte) wurde in der Vatikanstadt erst 2008 eingeführt.
| 0,01 €                   | 0,02 €                   | 0,05 €                                                                                     |
| ------------------------ | ------------------------ | ------------------------------------------------------------------------------------------ |
| 1 Cent Vatikan 3. Serie  | 2 Cent Vatikan 3. Serie  | 5 Cent Vatikan 3. Serie                                                                    |
| Papst Benedikt XVI.      |                          |                                                                                            |
| 0,10 €                   | 0,20 €                   | 0,50 €                                                                                     |
| 10 Cent Vatikan 3. Serie | 20 Cent Vatikan 3. Serie | 50 Cent Vatikan 3. Serie                                                                   |
| Papst Benedikt XVI.      |                          |                                                                                            |
| 1,00 €                   | 2,00 €                   | Rand der 2-€-Münze                                                                         |
| 1 Euro Vatikan 3. Serie  | 2 Euro Vatikan 3. Serie  |                                                                                            |
| Papst Benedikt XVI.      | Papst Benedikt XVI.      | Sechsmal abwechselnd die Ziffer 2 und ★ (ein Stern), abwechselnd aufrecht und kopfstehend. |

### Vierte Prägeserie (2014–2016)
Nach dem Rücktritt von Benedikt XVI. wurde am 13. März 2013 Franziskus zum neuen Papst gewählt. Damit verbunden ist auch die Neugestaltung der vatikanischen Euromünzen mit dem Konterfei von Franziskus als Staatsoberhaupt der Vatikanstadt. Erstmals gibt es auf den Kursmünzen drei verschiedene Abbildungen des regierenden Papstes.
| 0,01 €                       | 0,02 €                       | 0,05 €                                                                                     |
| ---------------------------- | ---------------------------- | ------------------------------------------------------------------------------------------ |
| 1 Cent Vatikanstadt 4. Serie | 2 Cent Vatikanstadt 4. Serie | 5 Cent Vatikanstadt 4. Serie                                                               |
| Papst Franziskus             |                              |                                                                                            |
| 0,10 €                       | 0,20 €                       | 0,50 €                                                                                     |
| 50 Cent Vatikan 4. Serie     | 20 Cent Vatikan 4. Serie     | 50 Cent Vatikan 4. Serie                                                                   |
| Papst Franziskus             |                              |                                                                                            |
| 1,00 €                       | 2,00 €                       | Rand der 2-€-Münze                                                                         |
| 1 Euro Vatikanstadt 4. Serie | 2 Euro Vatikanstadt 4. Serie |                                                                                            |
| Papst Franziskus             | Papst Franziskus             | Sechsmal abwechselnd die Ziffer 2 und ★ (ein Stern), abwechselnd aufrecht und kopfstehend. |

### Fünfte Prägeserie (2017–2025)
Auf Wunsch von Papst Franziskus stellen die von Daniela Longo gestalteten Kursmünzen der Vatikanstadt ab dem Prägejahr 2017 nicht mehr sein Konterfei, sondern sein Papstwappen dar. Dieses zeigt eine einfache bischöfliche Mitra, die – ähnlich den Kronreifen der Tiara – mit drei in der Mitte vertikal miteinander verbundenen Bändern geschmückt ist, die für die Einheit von Weiheamt, Jurisdiktion und Lehramt des Papstes stehen. Die Schlüssel des Himmelsreichs symbolisieren die Binde- und Lösegewalt des Papstes als Nachfolger Petri. Der Schild trägt das Symbol der Jesuiten: eine Sonne mit dem Christusmonogramm „IHS“, dessen „H“ von einem Tatzenkreuz überragt wird. Die drei Nägel darunter symbolisieren die jesuitischen Ordensgelübde der freiwilligen Armut, ehelosen Keuschheit und des Gehorsams. Die weiteren Symbole gleichen denen des erzbischöflichen Wappens Bergoglios: der Stern symbolisiert Maria, die Tuberose Josef, den Schutzpatron der Kirche. Der Wahlspruch lautet: „Miserando atque eligendo“ („mit Erbarmen und Erwählen“). Er bezieht sich auf die Berufung des Matthäus und stammt aus einer Predigt des Beda Venerabilis.
Das Münzzeichen „R“ der römischen Prägeanstalt ist unten links und die Ausgabejahre unten rechts zu erkennen.
| 0,01 €                       | 0,02 €                       | 0,05 €                                                                                     |
| ---------------------------- | ---------------------------- | ------------------------------------------------------------------------------------------ |
| 1 Cent Vatikanstadt 5. Serie | 2 Cent Vatikanstadt 5. Serie | 5 Cent Vatikanstadt 5. Serie                                                               |
| Papstwappen von Franziskus   |                              |                                                                                            |
| 0,10 €                       | 0,20 €                       | 0,50 €                                                                                     |
| 10 Cent Vatikan 5. Serie     | 20 Cent Vatikan 5. Serie     | 50 Cent Vatikan 5. Serie                                                                   |
| Papstwappen von Franziskus   |                              |                                                                                            |
| 1,00 €                       | 2,00 €                       | Rand der 2-€-Münze                                                                         |
| 1 Euro Vatikanstadt 5. Serie | 2 Euro Vatikanstadt 5. Serie |                                                                                            |
| Papstwappen von Franziskus   | Papstwappen von Franziskus   | Sechsmal abwechselnd die Ziffer 2 und ★ (ein Stern), abwechselnd aufrecht und kopfstehend. |

## 2-Euro-Gedenkmünzen
| Nr. | Bild | Ausgabedatum Bildreferenz | Anlass                                                        | Amtsblatt Referenz | Auflage |
| --- | ---- | ------------------------- | ------------------------------------------------------------- | ------------------ | ------- |
| 1   |      | 16. Dezember 2004         | 75. Jahrestag der Gründung des Staates Vatikanstadt           | [ 19 ] [ 20 ]      | 085.000 |
| 2   |      | 6. Dezember 2005          | XX. Weltjugendtag – Köln 2005                                 | [ 22 ] [ 23 ]      | 100.000 |
| 3   |      | 9. November 2006          | 500. Jahrestag der Päpstlichen Schweizergarde                 | [ 25 ] [ 26 ]      | 100.000 |
| 4   |      | 23. Oktober 2007          | 80. Geburtstag Papst Benedikts XVI.                           | [ 28 ] [ 29 ]      | 100.000 |
| 5   |      | 16. Oktober 2008          | Paulusjahr                                                    | [ 31 ] [ 32 ]      | 106.084 |
| 6   |      | 18. November 2009         | Internationales Jahr der Astronomie                           | [ 34 ] [ 35 ]      | 106.084 |
| 7   |      | 12. Oktober 2010          | Priesterjahr                                                  | [ 37 ] [ 38 ]      | 111.000 |
| 8   |      | 18. Oktober 2011          | XXVI. Weltjugendtag – Madrid 2011                             | [ 40 ] [ 41 ]      | 115.000 |
| 9   |      | 16. Oktober 2012          | VII. Weltfamilientreffen – Mailand 2012                       | [ 43 ] [ 44 ]      | 103.000 |
| 10  |      | 3. Juni 2013              | Sede vacante MMXIII                                           | [ 46 ] [ 47 ]      | 125.000 |
| 11  |      | 15. Oktober 2013          | XXVIII. Weltjugendtag – Rio de Janeiro 2013                   | [ 49 ] [ 50 ]      | 115.000 |
| 12  |      | 14. Oktober 2014          | 25. Jahrestag des Mauerfalls in Berlin 1989                   | [ 52 ] [ 53 ]      | 103.000 |
| 13  |      | 6. Oktober 2015           | VIII. Weltfamilientreffen – Philadelphia 2015                 | [ 55 ] [ 56 ]      | 114.000 |
| 14  |      | 2. Juni 2016              | 200 Jahre Gendarmeriekorps der Vatikanstadt                   | [ 58 ] [ 59 ]      | 098.000 |
| 15  |      | 13. Oktober 2016          | Heiliges Jahr der Barmherzigkeit                              | [ 61 ] [ 62 ]      | 098.000 |
| 16  |      | 1. Juni 2017              | 1950. Jahrestag des Martyriums der Heiligen Petrus und Paulus | [ 64 ] [ 65 ]      | 098.400 |
| 17  |      | 5. Oktober 2017           | 100. Jahrestag der Erscheinungen von Fátima                   | [ 67 ] [ 68 ]      | 098.000 |
| 18  |      | 1. Juni 2018              | Europäisches Jahr des Kulturerbes                             | [ 70 ] [ 71 ]      | 094.000 |
| 19  |      | 4. Oktober 2018           | 50. Todestag Pater Pios                                       | [ 73 ] [ 74 ]      | 094.000 |
| 20  |      | 7. Mai 2019               | 90. Jahrestag der Gründung des Staates Vatikanstadt           | [ 76 ] [ 77 ]      | 084.000 |
| 21  |      | 1. Oktober 2019           | 25. Jahrestag der Restaurierung der Sixtinischen Kapelle      | [ 79 ] [ 80 ]      | 083.000 |
| 22  |      | 23. Juni 2020             | 100. Geburtstag Johannes Pauls II.                            | [ 82 ] [ 83 ]      | 079.000 |
| 23  |      | 16. Oktober 2020          | 500. Todestag Raffaels                                        | [ 85 ] [ 86 ]      | 079.500 |
| 24  |      | 25. Juni 2021             | 450. Geburtstag Caravaggios                                   | [ 88 ] [ 89 ]      | 086.300 |
| 25  |      | 26. Oktober 2021          | 700. Todestag Dante Alighieris                                | [ 91 ] [ 92 ]      | 086.300 |
| 26  |      | 6. September 2022         | 125. Geburtstag von Papst Paul VI.                            | [ 94 ] [ 95 ]      | 079.250 |
| 27  |      | 6. September 2022         | 25. Todestag von Mutter Teresa                                | [ 97 ] [ 98 ]      | 079.250 |
| 28  |      | 20. Juni 2023             | 500. Todestag von Perugino                                    | [ 100 ] [ 101 ]    | 078.500 |
| 29  |      | 27. Oktober 2023          | 150. Todestag von Alessandro Manzoni                          | [ 103 ] [ 104 ]    | 078.500 |
| 30  |      | 3. Juli 2024              | 750. Todestag von Thomas von Aquin                            | [ 106 ]            |         |
| 31  |      | 12. November 2024         | 150. Geburtstag Guglielmo Marconis                            | [ 107 ]            | 077.900 |

## Sammlermünzen
Es folgt eine Auflistung aller Sammlermünzen aus dem Vatikan bis 2021. Die Auflagenzahlen in den diversen Quellen variieren, sodass sie eher als Richtwerte gelten sollten.

### 5 Euro
| Thema der 5-Euro-Münze                                                             | Ausgabedatum       | Auflage |
| ---------------------------------------------------------------------------------- | ------------------ | ------- |
| Material: 925er Silber – Durchmesser: 32 mm – Masse: 18 g                          |                    |         |
| Europa als Projekt des Friedens und der Brüderlichkeit                             | 10. September 2002 | 10.000  |
| Jahr des Rosenkranzes                                                              | 14. Oktober 2003   | 10.000  |
| 150. Jahrestag der Verkündigung des Dogmas von der Unbefleckten Empfängnis         | 28. Oktober 2004   | 13.000  |
| Sede Vacante MMV                                                                   | 30. Juni 2005      | 13.440  |
| 60. Jahrestag des Endes des Zweiten Weltkriegs                                     | 6. Dezember 2005   | 13.000  |
| 39. Weltfriedenstag: In der Wahrheit liegt der Friede                              | 9. November 2006   | 14.160  |
| 40. Weltfriedenstag: Der Mensch, Herz des Friedens                                 | 23. Oktober 2007   | 13.694  |
| XXIII. Weltjugendtag Sydney 2008                                                   | 15. Oktober 2008   | 09.600  |
| 42. Weltfriedenstag 2009: Die Armut bekämpfen, den Frieden schaffen                | 18. November 2009  | 09.600  |
| 96. Welttag des Migranten und Flüchtlings                                          | 12. Oktober 2010   | 09.998  |
| Seligsprechung von Papst Johannes Paul II.                                         | 18. Oktober 2011   | 09.500  |
| 44. Weltfriedenstag: Religionsfreiheit, ein Weg für den Frieden                    | 18. Oktober 2011   | 07.998  |
| 100. Geburtsjahr von Papst Johannes Paul I.                                        | 16. Oktober 2012   | 08.999  |
| Sedisvakanz 2013                                                                   | 3. Juni 2013       | 10.000  |
| Pontifikatsbeginn von Papst Franziskus                                             | 10. September 2013 | 07.000  |
| 46. Weltfriedenstag: Selig, die Frieden stiften                                    | 15. Oktober 2013   | 05.999  |
| 47. Weltfriedenstag: Brüderlichkeit – Fundament und Weg des Friedens               | 14. Oktober 2014   | 05.999  |
| 48. Weltfriedenstag: Nicht mehr Knechte, sondern Brüder                            | 8. Juni 2015       | 06.499  |
| 14. Ordentliche Vollversammlung der Bischofssynode                                 | 6. Oktober 2015    | 06.500  |
| 49. Weltfriedenstag: Überwinde die Gleichgültigkeit und erringe den Frieden        | 13. Oktober 2016   | 05.500  |
| 50. Weltfriedenstag: Gewaltfreiheit: Stil einer Politik für den Frieden            | 5. Oktober 2017    | 05.500  |
| Heiligsprechung von Papst Paul VI.                                                 | 2018               | 04.449  |
| 150 Jahre Gründung des Circolo San Pietro                                          | 2019               | 04.500  |
| Welttag der Migranten                                                              | 2020               | 03.300  |
| 50 Jahre Verein St. Peter und St. Paul                                             | 2021               | 03.300  |
| Laudato si’ – Anima Mundi                                                          | 3. November 2022   | 04.300  |
| Die Zwölf Apostel – Simon Petrus                                                   | 10. November 2022  | 03.300  |
| Die Zwölf Apostel – Johannes                                                       | 27. Oktober 2023   | 03.300  |
| Die Zwölf Apostel – Johannes (Farbmünze)                                           | 29. Dezember 2023  | 01.500  |
| Die Zwölf Apostel – Philippus                                                      | 3. Juli 2024       | 03.300  |
| Die Zwölf Apostel – Bartholomäus                                                   | 3. Juli 2024       | 03.300  |
| Material: Ring: Messing, Kern: Kupfer-Nickel – Durchmesser: 25,5 mm – Masse: 9,5 g |                    |         |
| 600 Jahre Kuppel von Santa Maria del Fiore                                         | 8. März 2018       | 14.999  |
| Material: Ring: Messing, Kern: Kupfer-Nickel – Durchmesser: 27,5 mm – Masse: 9,5 g |                    |         |
| 34. Weltjugendtag – Panama                                                         | 2019               | 17.999  |
| 250. Geburtstag von Ludwig van Beethoven                                           | 2020               | 13.000  |
| 500. Todestag von Papst Leo X.                                                     | 2021               | 13.000  |
| 100. Todestag von Papst Benedikt XV.                                               | 2022               | 12.300  |
| 100. Geburtstag von Lorenzo Milani                                                 | 13. April 2023     | 08.000  |
| 650. Todestag von Francesco Petrarca                                               | 25. April 2024     | 12.300  |

### 10 Euro
| Thema der 10-Euro-Münze                                                                 | Ausgabedatum      | Auflage |
| --------------------------------------------------------------------------------------- | ----------------- | ------- |

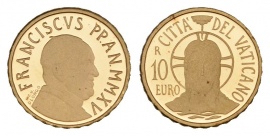
Beide Seiten der goldenen 10-Euro-Münze Die Taufe aus dem Jahr 2015

| Material: 925er Silber – Durchmesser: 34 mm – Masse: 22 g                               |                   |         |
| 35. Weltfriedenstag: Kein Friede ohne Gerechtigkeit, keine Gerechtigkeit ohne Vergebung | 16. Dezember 2002 | 10.000  |
| 25 Jahre Pontifikat von Papst Johannes Paul II.                                         | 14. Oktober 2003  | 10.000  |
| 37. Weltfriedenstag: Das internationale Recht und ein Weg zum Frieden                   | 28. Oktober 2004  | 13.000  |
| Jahr der Eucharistie                                                                    | 6. Dezember 2005  | 13.000  |
| Die Kolonnaden auf dem Petersplatz 1656–2006                                            | 9. November 2006  | 14.160  |
| 81. Weltmissionstag: Alle Kirchen für die ganze Welt                                    | 23. Oktober 2007  | 13.693  |
| 41. Weltfriedenstag: Die Menschheitsfamilie, eine Gemeinschaft des Friedens             | 15. Oktober 2008  | 09.600  |
| 80 Jahre Staat der Vatikanstadt                                                         | 18. November 2009 | 09.602  |
| 43. Weltfriedenstag: Willst du den Frieden fördern, so bewahre die Schöpfung            | 12. Oktober 2010  | 09.998  |
| 60. Priesterjubiläum von Benedikt XVI.                                                  | 18. Oktober 2011  | 07.998  |
| XX. Weltkrankentag                                                                      | 16. Oktober 2012  | 08.999  |
| 50. Weltgebetstag                                                                       | 15. Oktober 2013  | 05.999  |
| 48. Welttag der Sozialen Kommunikationsmittel                                           | 14. Oktober 2014  | 05.999  |
| 10. Todesjahr des hl. Johannes Paul II.                                                 | 6. Oktober 2015   | 06.999  |
| Weltjugendtag – Krakau 2016                                                             | 13. Oktober 2016  | 05.500  |
| 25. Weltkrankentag 2017                                                                 | 5. Oktober 2017   | 05.500  |
| Heiligsprechung von Papst Paul VI.                                                      | 2018              | 04.449  |
| 52. Weltfriedenstag                                                                     | 2019              | 04.500  |
| Welttag der Erde                                                                        | 2020              | 01.500  |
| 75 Jahre UNESCO                                                                         | 2021              | 03.300  |
| 100 Jahre Katholische Universität vom Heiligen Herzen                                   | 2021              | 03.300  |
| Die Zwölf Apostel – Heiliger Andreas                                                    | 10. November 2022 | 03.300  |
| Die Zwölf Apostel – Jakobus der Ältere                                                  | 27. Oktober 2023  | 03.300  |
| Die Zwölf Apostel – Jakobus der Ältere (Farbmünze)                                      | 29. Dezember 2023 | 01.500  |
| Benedikt XVI.                                                                           | 27. Oktober 2023  | 03.300  |
| Benedikt XVI. (Farbmünze)                                                               | 29. Dezember 2023 | 01.500  |
| Material: 917er Gold – Durchmesser: 13,85 mm – Masse: 3 g                               |                   |         |
| Sedisvakanz 2013                                                                        | 3. Juni 2013      | 05.000  |
| Taufe                                                                                   | 10. Juni 2014     | 04.000  |
| Taufe                                                                                   | 18. Juni 2015     | 04.000  |
| Taufe                                                                                   | 2. Juni 2016      | 03.000  |
| Taufe                                                                                   | 1. Juni 2017      | 03.000  |
| Taufe                                                                                   | 2018              | 02.800  |
| Taufe                                                                                   | 2019              | 02.800  |
| Taufe                                                                                   | 2020              | 02.500  |
| Taufe                                                                                   | 2021              | 02.400  |
| Taufe                                                                                   | 6. September 2022 | 02.400  |
| Taufe                                                                                   | 2023              | 02.400  |
| Taufe                                                                                   | 3. Juli 2024      | 02.400  |
| Material: Kupfer – Durchmesser: 32 mm – Masse: 15 g                                     |                   |         |
| Kunst und Glaube – Pietà von Michelangelo                                               | 2020              | 43.000  |
| Material: Silber-Kupfer – quadratisch: 29 × 29 mm – Masse: 15,5 g                       |                   |         |
| Jubiläumskreuz – Solidarität (innen Kupfer, Ring Silber)                                | 1. Dezember 2023  | 04.399  |
| Jubiläumskreuz – Genuss (innen Silber, Ring Kupfer)                                     | 1. Dezember 2023  | 04.399  |

### 20 und 50 Euro

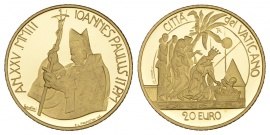
Beide Seiten der goldenen 20-Euro-Münze Die Geburt Mose aus dem Jahr 2003

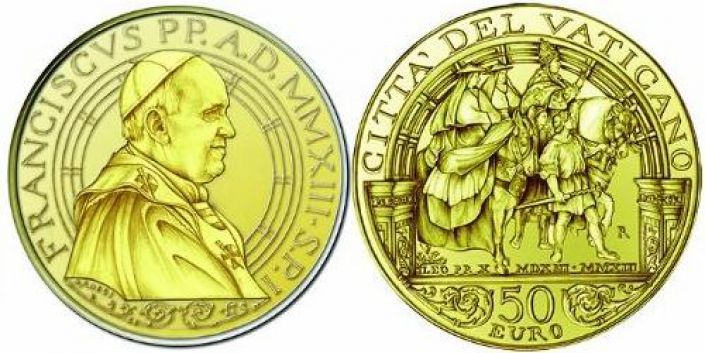
Beide Seiten der goldenen 50-Euro-Münze Papst Leo X. aus dem Jahr 2013

- 20 Euro Material: 917er Gold – Durchmesser: 21 mm – Masse: 6 g
- 50 Euro Material: 917er Gold – Durchmesser: 28 mm – Masse: 15 g

| Motiv 20 Euro                                                       | Motiv 50 Euro                                                       | Ausgabedatum      | Auflage 20 Euro | Auflage 50 Euro |
| ------------------------------------------------------------------- | ------------------------------------------------------------------- | ----------------- | --------------- | --------------- |
| Reihe: Wurzeln des Glaubens                                         |                                                                     |                   |                 |                 |
| Arche Noah                                                          | Abrahams Opfer                                                      | 16. Dezember 2002 | 2.800           | 2.800           |
| Die Geburt Mose                                                     | Die Zehn Gebote an Mose                                             | 14. Oktober 2003  | 2.800           | 2.800           |
| David und Goliath                                                   | Das Salomonische Urteil                                             | 28. Oktober 2004  | 3.050           | 3.050           |
| Reihe: Die Sakramente der christlichen Initiation                   |                                                                     |                   |                 |                 |
| Die Taufe                                                           | Die Taufe                                                           | 6. Dezember 2005  | 3.046           | 3.044           |
| Die Firmung                                                         | Die Firmung                                                         | 9. November 2006  | 3.326           | 3.324           |
| Die Eucharistie                                                     | Die Eucharistie                                                     | 23. Oktober 2007  | 3.426           | 3.424           |
| Reihe: Meisterwerke der Bildhauerkunst in der Vatikanstadt          |                                                                     |                   |                 |                 |
| Torso vom Belvedere                                                 | Pietà                                                               | 15. Oktober 2008  | 2.930           | 2.930           |
| Der Gute Hirte                                                      | Laokoongruppe                                                       | 18. November 2009 | 2.934           | 2.930           |
| Apoll vom Belvedere                                                 | Augustus von Prima Porta                                            | 12. Oktober 2010  | 3.050           | 3.050           |
| Reihe: Die restaurierte Paulinische Kapelle                         |                                                                     |                   |                 |                 |
| Die Kreuzigung des Hl. Petrus                                       | Die Kreuzigung des Hl. Petrus                                       | 18. Oktober 2011  | 3.050           | 2.700           |
| Die Bekehrung des Hl. Paul                                          | Die Bekehrung des Hl. Paul                                          | 16. Oktober 2012  | 3.000           | 2.500           |
| Reihe: Renaissance                                                  |                                                                     |                   |                 |                 |
| 500. Todestag von Julius II.                                        | 500 Jahre Pontifikat von Leo X.                                     | 15. Oktober 2013  | 2.400           | 2.300           |
| 450. Todestag von Michelangelo                                      | 450. Todestag von Michelangelo                                      | 14. Oktober 2014  | 2.400           | 2.300           |
| Reihe: Wallfahrtskirchen                                            |                                                                     |                   |                 |                 |
| Päpstliches Heiligtum Unserer Lieben Frau vom Rosenkranz von Pompei | Päpstliches Heiligtum Unserer Lieben Frau vom Rosenkranz von Pompei | 6. Oktober 2015   | 2.400           | 2.300           |
| Päpstliches Heiligtum des Heiligen Hauses von Loreto                | Päpstliches Heiligtum des Heiligen Hauses von Loreto                | 13. Oktober 2016  | 1.900           | 1.800           |
| Päpstliche Basilika Hl. Antonius von Padua                          | Päpstliche Basilika Hl. Antonius von Padua                          | 5. Oktober 2017   | 1.900           | 1.800           |
| Reihe: Apostelgeschichten                                           |                                                                     |                   |                 |                 |
| Christi Himmelfahrt                                                 | Pfingsten                                                           | 2018              | 1.700           | 1.500           |
| Die ersten Missionen                                                | Versammlung von Jerusalem                                           | 2019              | 1.750           | 1.500           |
| Mission in Mazedonien, Griechenland und Kleinasien                  | Paulus, Zeuge Christi                                               | 2020              | 1.300           | 1.500           |
| weitere                                                             |                                                                     |                   |                 |                 |
| 400. Todestag von Papst Paul V.                                     | 300. Todestag von Papst Clemens XI.                                 | 2021              | 1.300           | 1.000           |
| 400. Todestag des Heiligen Franz von Sales                          |                                                                     | 10. November 2022 | 1.300           |                 |
| 200. Todestag von Papst Pius VII.                                   | 200. Todestag von Papst Gregor XV.                                  | 27. Oktober 2023  | 1.300           | 1.000           |

- 20 Euro Material: 925er Silber – Durchmesser: 36 mm – Masse: 26 g – nur im Spiegelglanz-Kursmünzensatz
- 50 Euro Material: 917er Gold – Durchmesser: 28 mm – Masse: 15 g – nur im Spiegelglanz-Kursmünzensatz

| Motiv 20 Euro                         | Motiv 50 Euro                      | Ausgabedatum   | Auflage 20 Euro | Auflage 50 Euro |
| ------------------------------------- | ---------------------------------- | -------------- | --------------- | --------------- |
| 10 Jahre vatikanischer Euro           | 10 Jahre vatikanischer Euro        | 20. April 2012 | 13.000          | 2.000           |
| 200. Geburtstag von Giuseppe Verdi    | 200. Geburtstag von Richard Wagner | 15. April 2013 | 11.000          | 2.000           |
| Heiligsprechung Johannes XXIII.       | Heiligsprechung Johannes Paul II.  | 3. März 2014   | 08.000          | 2.000           |
| Franziskus in Fatima                  | Papst Franziskus                   | 16. März 2015  | 10.000          | 2.000           |
| Heiliges Jahr der Barmherzigkeit      | Heiliges Jahr der Barmherzigkeit   | 3. März 2016   | 08.500          | 1.500           |
| Erzengel Gabriel, Raphael und Michael | Maria Knotenlöserin aus Augsburg   | 2. März 2017   | 08.500          | 1.500           |
| Abraham                               | Sankt Franziskus                   | 8. März 2018   | 08.500          | 1.430           |
| Vatikan                               | Familie                            | 2019           | 08.500          | 1.430           |
| Papst Franziskus                      | Welttag der Migranten              | 2020           | 07.000          | 0.999           |
| Gebet zu Christus                     | Respekt vor der Erde               | 2021           | 04.500          | 0.799           |
| [ 254 ]                               | [ 255 ]                            | 2022           | 04.000          | 0.799           |
| Heilige Drei Könige                   | [ 257 ]                            | 13. April 2023 | 04.000          | 0.799           |
| Allegorie der Verleumdung             | Krieg und Frieden                  | 25. April 2024 | 04.000          | 0.799           |

20 Euro Material: Kupfer – Durchmesser: 32 mm – Masse: 15 g
| Motiv                                    | Ausgabedatum      | Auflage |
| ---------------------------------------- | ----------------- | ------- |
| Kunst und Glaube – St. Peter             | 2021              | 26.500  |
| Petersdom                                | 2022              | 15.000  |
| Kunst und Glaube – Die Erschaffung Adams | Mai 2023          | 23.000  |
| 250 Jahre Päpstliche Lateranuniversität  | 29. Dezember 2023 | 03.000  |
| Der heilige Petrus und der Hahn          | 25. April 2024    | 15.000  |

### 25 Euro
| Thema                                                                       | Ausgabedatum      | Auflage |
| --------------------------------------------------------------------------- | ----------------- | ------- |
| Material: 925er Silber – Rechteck: 30 × 40 mm – Masse: 35 g – Farbmünzen    |                   |         |
| 450. Geburtstag von Caravaggio – Die Grablegung Christi                     | 2021              | 1.300   |
| 700. Todestag von Dante Alighieri – Der Parnass von Raffael                 | 2021              | 1.300   |
| Die Auferstehung von Pinturicchio                                           | 2022              | 1.500   |
| 125. Geburtstag von Papst Paul VI.                                          | 10. November 2022 | 1.500   |
| 25. Todestag von Mutter Teresa von Kalkutta                                 | 10. November 2022 | 1.500   |
| 500. Todesjahr von Pietro Perugino – Auferstehung Jesu Christi              | 13. April 2023    | 1.500   |
| 500. Todesjahr von Pietro Perugino – Christus übergibt Petrus die Schlüssel | 20. Juni 2023     | 1.500   |
| 150. Todestag von Alessandro Manzoni                                        | 27. Oktober 2023  | 1.500   |
| Weihnachten 2023                                                            | 29. Dezember 2023 | 1.500   |
| Ostern der Auferstehung                                                     | 25. April 2024    | 1.500   |
| 750. Todestag des Heiligen Thomas von Aquin                                 | 3. Juli 2024      | 1.500   |

### 100 Euro
| Thema der 100-Euro-Münze                                | Ausgabedatum       | Auflage |
| ------------------------------------------------------- | ------------------ | ------- |
| Material: 917er Gold – Durchmesser: 35 mm – Masse: 30 g |                    |         |
| Reihe: Die Sixtinische Kapelle                          |                    |         |
| Die Schöpfung des Menschen                              | 24. Juni 2008      | 0.960   |
| Die Vertreibung aus dem Paradies                        | 15. Juni 2009      | 0.998   |
| Das jüngste Gericht                                     | 15. Juni 2010      | 1.100   |
| Reihe: Raffael                                          |                    |         |
| Die Stanza di Eliodoro                                  | 7. Juni 2011       | 1.100   |
| Madonna di Foligno                                      | 12. Juni 2012      | 0.999   |
| Die Sixtinische Madonna                                 | 10. September 2013 | 0.999   |
| Reihe: Die Evangelisten                                 |                    |         |
| Markus                                                  | 10. Juni 2014      | 0.999   |
| Matthäus                                                | 8. Juni 2015       | 0.999   |
| Lukas                                                   | 2. Juni 2016       | 0.799   |
| Johannes                                                | 1. Juni 2017       | 0.799   |
| Reihe: Zweites Vatikanisches Konzil                     |                    |         |
| Sacrosanctum Concilium                                  | 2018               | 0.799   |
| Lumen gentium                                           | 2019               | 0.799   |
| Dei verbum                                              | 2020               | 0.799   |
| Gaudium et spes                                         | 2021               | 0.799   |
| Gravissimum educationis                                 | 6. September 2022  | 0.799   |
| Nostra aetate                                           | 20. Juni 2023      | 0.799   |

| Thema                                                           | Ausgabedatum | Auflage |
| --------------------------------------------------------------- | ------------ | ------- |
| Material: Kupfer versilbert – Durchmesser: 70 mm – Masse: 110 g |              |         |
| Die Schöpfung des Menschen                                      | 2008         | 9.999   |

### 200 Euro
| Thema                                                     | Ausgabedatum      | Auflage |
| --------------------------------------------------------- | ----------------- | ------- |
| Material: 917er Gold – Durchmesser: 38,5 mm – Masse: 40 g |                   |         |
| Reihe: Die Kardinaltugenden                               |                   |         |
| Glaube                                                    | 6. Dezember 2012  | 499     |
| Hoffnung                                                  | 5. Dezember 2013  | 499     |
| Nächstenliebe                                             | 4. Dezember 2014  | 499     |
| Klugheit                                                  | 3. Dezember 2015  | 499     |
| Gerechtigkeit                                             | 6. Dezember 2016  | 499     |
| Tapferkeit                                                | 6. Dezember 2017  | 499     |
| Mäßigkeit                                                 | 2018              | 499     |
| Reihe: Erzengel                                           |                   |         |
| Michael                                                   | 2019              | 499     |
| Gabriel                                                   | 2020              | 499     |
| Raphael                                                   | 2021              | 499     |
| Reihe: Auf dem Weg zum Heiligen Jahr 2025                 |                   |         |
| Empfang und Solidarität                                   | 29. Dezember 2023 | 499     |